# Dansk Geologisk Forening
Dansk Geologisk Forening blev stiftet i 1893 for at fremme interessen for geologi og for at være samlingspunkt for geologer og geologisk interesserede.
Foreningen har ca. 600 medlemmer og holder møder med foredrag og ekskursioner. Desuden udgiver foreningen to faste, videnskabelige serier: Geologisk Tidsskrift på dansk og den engelsksprogede Bulletin of the Geological Society of Denmark. Begge tidsskrifter er gratis tilgængelige på foreningens hjemmeside helt tilbage fra 1894.
Foreningen er ansvarlig for uddelingen af to priser:
- Danmarks Geologipris, der uddeles én gang årligt af Danmarks og Grønlands Geologiske Undersøgelse (GEUS). Prisen tildeles en person eller gruppe af personer, som inden for de seneste fem år har publiceret én eller flere afhandlinger eller kort, der i særlig grad har bidraget til forståelsen af Danmarks eller Grønlands geologi.[2]
- Stenomedaljen som tildeles udlændinge, der har ydet betydningsfulde bidrag indenfor geologi. Tildelingen af medaljen foregår med intervaller på fire til fem år.[3]

## Formænd
Denne liste er ufuldstændig; hjælp gerne med at udfylde den.
- Poul Harder (1910-1911)[4]
- Vilhelm Hintze (1917-1924)[5]
- Karen Callisen (1933-1934)[6]
- Keld Milthers (1948-1950)[7]
- Knud Ellitsgaard-Rasmussen (1958-1959)[8]
- Henning Sørensen (1967-1968)[9]
- Theodor Sorgenfrei (1971-1972)[10]
- Svend Thorkild Andersen (1973-1975)[11]